# 实文然县
实文然县（英語： 馬來語：）是砂拉越三马拉汉省下辖的一个县，人口约有3.9万（2010数据）。

## 地理
实文然县大多是丘陵地势。在内陆区则是沼泽地，而沿海及沿河一带是低洼土地。沙隆河（Sungai Sadong）是县里的主要河流。实文然县北面是南中国海，南面则与西连县为界，诗里阿曼省在其东面。

## 历史

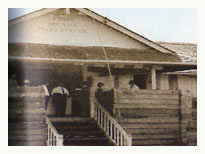
实文然县20世纪50年代警察局

早在20世纪前，实文然县就已经存在了。当时实文然县，日廊，西邦岸和本南，这些地区都属于沙隆县的管辖，而诗巫遙副县是归三马拉汉省（成邦江省）。1986年7月24日，三马拉汉省成立后，实文然县便成为了其下辖的县，同时日廊和西邦岸便下辖于实文然县，而本南县则下辖于雅沙再也县。

在20世纪60年代时，开采煤矿曾在实文然县里的义利山（Gunung Ngeli）进行。实文然县也因为此而出名，但如今开采煤矿以在县里停止。

## 传说
传说，实文然县里的一位抗日的马来英雄，而只有少数的县里先民知道他，他名叫“Allahyarham Pak Japid”，人们都叫他再比伯（Pak Japid）。据说，当时在整个地方上，只有他有一艘较大的船，所以日本士兵便向他借。由于他不能忍受日本士兵对村民的行为，最终他起义反抗，也不把船借给日本士兵。因为他的英勇反抗，最终被日本军砍死在实文然河边。他的身体被士兵砍了很多次但就是不见一个伤口。正因如此，日本士兵便直接把他活活埋葬。据说再比伯喊了求救七天七夜，但是最终还是死去了。村民为了纪念他，便把他埋葬到了现今的实文然镇。
实文然名的由来有两个故事：
1. 相传，实文然县名是取自于一位华人商人的到来。当时，有个华商乘着一艘帆船，带着烟草和盐来到了实文然这地区。那商人便把船靠岸在实文然河对岸，然后下船休息，同时也把他的带来的烟草拿出来晒干。但奇怪的是当时是阴天，对岸的马来人村民看了觉得很好笑，便向那商人说到：“Semunlah Jan kau itu.”,意思是你的烟草都湿了。“Semun”在砂拉越马来语是湿的意思，而当时马来人认为烟草在中文是念“Jan”。从此，村民便把那个地方名为实文然（Simunjan）。[7]
2. 在过去，实文然早期的居民多数是来自对岸的恩森义（Ensengei）而许多居民都是在煤矿里工作。当时那个地区常常下雨，而每当要用火柴点燃煤炭时，火柴就会被淋得很湿。而恰好当时那个地区还未被名命名，所以村民们便把马来语里的“semun”和“hujan”合併，把那地方命民为实文然（Simunjan）。“hujan”是下雨的意思，而在砂拉越马来语，“semun”是湿的意思。[7]

## 行政区划

实文然县

实文然县总面积有2,006.5平方公里，拥有一个副县：诗巫遙副县（Sebuyau Sub-District）。县里有4个主要小镇：实文然（Simunjan）、日廊（Gedong）, 西邦岸（Sebangan）和诗巫遙（Sebuyau）。
| 实文然县 | 县     | 县     | 面积（平方公里） | 面积（平方公里） | 人口（2010年数据） |
| -------- | ------ | ------ | ---------------- | ---------------- | ------------------ |
| 实文然县 | 实文然 | 实文然 | 1,370.12         | 2,006.5          | 39,226             |
| 实文然县 | 实文然 | 诗巫遙 | 706.88           | 2,006.5          | 39,226             |